# HB Ludwigsburg
SG BBM Bietigheim, niemiecki klub piłki ręcznej mężczyzn i kobiet z siedzibą w Bietigheim-Bissingen. Klub został utworzony w 1997 w wyniku fuzji TSV Bietigheim i TV Metterzimmern. W 2007 klub dokonał trzeciej fuzji z SpVgg Bissingen. Obecnie występuje w Bundeslidze, do której po raz pierwszy awansował w 2014.

## Sukcesy

### Kobiety
- Puchar EHF:
  -  2017
- Mistrzostwa Niemiec:
  -  2017
  -  2018
- Puchar Niemiec:
  -  2018